# Gare de Belmont-sur-Montreux
La gare de Belmont-sur-Montreux est une gare ferroviaire du Chemin de fer Montreux Oberland bernois située sur le territoire de la commune suisse de Montreux, dans le canton de Vaud.

## Situation ferroviaire
Établie à 462 mètres d'altitude, la gare de Belmont-sur-Montreux est située au point kilométrique 1,51 de la ligne de Montreux à Lenk im Simmental.
Elle est dotée d'une voie bordée par un quai.

## Histoire
La gare de Châtelard VD a été mise en service en 1901 en même temps que la section de Montreux aux Avants de la ligne de Montreux à Lenk im Simmental.

## Service des voyageurs

### Accueil
Gare du MOB, elle est dotée d'un abri pour les voyageurs ainsi que d'un distributeur automatique de titres de transport.
La gare n'est pas accessible aux personnes à mobilité réduite.

### Desserte
La gare de Belmont-sur-Montreux est desservie toutes les heures par un train Regio du MOB qui relie Montreux aux Avants en desservant toutes les gares.

### Intermodalité
La gare de Belmont-sur-Montreux n'est en correspondance avec aucune autre ligne de transports en commun.